# Núi Seorak
Núi Seorak (hangul: 설악산; romaja: Seoraksan - phát âm như Xo-rắc-xan; hanja: 雪嶽山; Hán-Việt: Tuyết Nhạc Sơn) là ngọn núi cao nhất trong dãy núi Taebaek và là biểu tượng của Triều Tiên. Đỉnh núi này gọi là Daechongbong, cao 1708 mét, cao thứ ba ở Hàn Quốc. Núi này gần thành phố Sokcho, tỉnh Gangwon, đông bắc Hàn Quốc.
Toàn bộ quả núi được coi là Khu bảo tồn thiên nhiên Seoraksan thu hút rất nhiều khách tham quan trong nước và quốc tế.
Seoraksan là ngọn núi cao nhất trong dãy núi Taebaek (태백 산맥) ở tỉnh Gangwon ở phía đông Hàn Quốc. Nó nằm trong một công viên quốc gia gần thành phố Sokcho. Sau khi núi lửa Hallasan ở đảo Jeju và Jirisan ở phía nam, Seoraksan là ngọn núi cao thứ ba ở Hàn Quốc. Các Daechongbong Đỉnh (대청봉) của Seoraksan đạt 1.708 mét (5.603 feet). Các dãy núi Taebaek thường được coi là xương sống của bán đảo Triều Tiên. 
Công viên quốc gia thu hút nhiều khách du lịch trong nước và quốc tế quanh năm, nhưng mùa cao điểm chính cho công viên quốc gia Seoraksan là mùa thu. Những màu sắc mùa thu ở khu vực được coi là nằm trong số những đẹp nhất ở Hàn Quốc. Rừng màu đỏ và màu vàng là bị gián đoạn bởi những tảng đá nhỏ và dòng suối núi giữa này. Trong mùa mưa vào mùa hè, đặc biệt là sau khi một cơn bão, những dòng suối có thể chảy xiết.
Lượng người vào núi nhiều nhất là lối vào thung lũng của công viên quốc gia, từ Thành phố Sokcho chỉ cần lái xe lăm phút. Các thung lũng chạy theo hướng tây sang đông với một con đường trải nhựa dẫn đến cổng ra vào của công viên. Thung lũng này có chứa rất nhiều các khung cảnh đẹp phụ thuộc vào khung thời gian mà người ghé qua
Các thác nước Yukdam và thác nước Biryeong (비룡 폭포) nằm ở phía bên trái của thung lũng, khoảng bốn mươi phút đi bộ từ bãi đậu xe chính. Để đạt được những vật lưu niệm bạn cần phải đi theo một con đường đi bộ đường dài và leo lên trên 800 bước (nó thực sự là 888 bước theo dân địa phương). Trên đường đi, có hai ngôi đền và một tảng đá hình cầu (Heundeulbawi, 흔들 바위) mà nằm trên đỉnh của một tảng đá lớn. Đá này là khoảng 5 mét (16 feet) cao và có thể di chuyển với một số nỗ lực. Hàng ngàn người đã cố gắng để đẩy xuống Heundeulbawi.